# Пригорець
Пригорець (хорв. Prigorec) — населений пункт у Хорватії, у Вараждинській жупанії у складі міста Іванець.

## Населення
Населення за даними перепису 2011 року становило 531 осіб.
Динаміка чисельності населення поселення:

## Клімат
Середня річна температура становить 8,98 °C, середня максимальна – 22,01 °C, а середня мінімальна – -5,91 °C. Середня річна кількість опадів – 1053 мм.
| Клімат поселення                              | Клімат поселення | Клімат поселення | Клімат поселення | Клімат поселення | Клімат поселення | Клімат поселення | Клімат поселення | Клімат поселення | Клімат поселення | Клімат поселення | Клімат поселення | Клімат поселення | Клімат поселення |
| Показник                                      | Січ.             | Лют.             | Бер.             | Квіт.            | Трав.            | Черв.            | Лип.             | Серп.            | Вер.             | Жовт.            | Лист.            | Груд.            |                  |
| Середній максимум, °C                         | 4,86             | 6,12             | 9,96             | 13,78            | 18,83            | 22,01            | 21,53            | 21,07            | 17,23            | 12,34            | 6,94             | 3,69             |                  |
| Середня температура, °C                       | −0,52            | 0,73             | 4,57             | 8,40             | 13,45            | 16,63            | 18,48            | 18,01            | 14,16            | 9,28             | 3,89             | 0,63             |                  |
| Середній мінімум, °C                          | −5,91            | −4,65            | −0,81            | 3,01             | 8,07             | 11,24            | 15,42            | 14,97            | 11,13            | 6,22             | 0,84             | −2,43            |                  |
| Норма опадів, мм                              | 52               | 56               | 71               | 81               | 89               | 121              | 106              | 105              | 100              | 98               | 98               | 76               |                  |
| Середньомісячна швидкість вітру, м/с          | 2.16             | 2.30             | 2.62             | 2.62             | 2.50             | 2.16             | 2.09             | 1.98             | 2.03             | 2.19             | 2.30             | 2.30             |                  |
| Середньомісячна сонячна радіація, кДж/м²·день | 4170             | 6946             | 10574            | 14806            | 18747            | 20400            | 21246            | 18320            | 13718            | 8722             | 4682             | 3378             |                  |
| --------------------------------------------- | ---------------- | ---------------- | ---------------- | ---------------- | ---------------- | ---------------- | ---------------- | ---------------- | ---------------- | ---------------- | ---------------- | ---------------- | ---------------- |
| Джерело:                                      |                  |                  |                  |                  |                  |                  |                  |                  |                  |                  |                  |                  |                  |